# جف دیویس (بازیکن فوتبال)
جف دیویس (انگلیسی: Geoff Davies؛ زادهٔ ۱ ژوئیهٔ ۱۹۴۷) بازیکن فوتبال اهل بریتانیا است.
از باشگاه‌هایی که در آن بازی کرده‌است می‌توان به باشگاه فوتبال هارتل پول یونایتد، باشگاه فوتبال ویگان اتلتیک، باشگاه فوتبال ویمبلدون، باشگاه فوتبال پورت ویل و باشگاه فوتبال ورکسام اشاره کرد.